# Bagram
Bagram (grec Alexandria del Caucas, medieval Kapisa) és una ciutat de l'Afganistan a la província de Parwan a uns 60 km al nord de Kabul i prop de Charikar. Al costat de la ciutat hi ha la base de Bagram amb un important aeroport que fou la principal base soviètica a l'Afganistan (1980-1990) i modernament la principal base americana des de l'ocupació i abandonada en 2021.

## Història
Al segle vi aC Cir el Gran va destruir la ciutat que hi havia al lloc que el seu successor Darios I de Pèrsia va reconstruir. Alexandre el Gran va conquerir el lloc i va fundar una colònia anomenada Alexandria del Caucas. Va passar a la dinastia Maurya fins que aquesta fou enderrocada per la dinastia Sunga el 185 aC; llavors el regne grec de Bactriana va envair la regió i Demetri I de Bactriana va dominar la ciutat. Quan els grecobactrians foren expulsats dels seus territoris originals pels yuezhi vers el 140 aC es va formar el regne Indogrec del que fou capital. Apareix després amb el nom de Kapisa com a capital de l'Imperi Kuixan o Kushana, al segle I (amb capital d'hivern a Peshawar). Kaniska I, el gran rei, hi va construir nombrosos edificis al segle ii. S'han trobat nombrosos objectes valuosos coneguts com el tresor de Kapisa, prova de l'intercanvi comercial en època clàssica. La ciutat va quedar despoblada després de les campanyes del sassànida Sapor I el 241.

## Galeria d'imatges

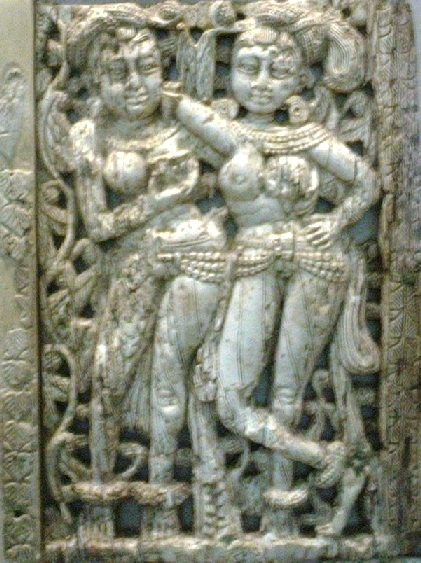
Peça de vori índia a Bagram, segle II
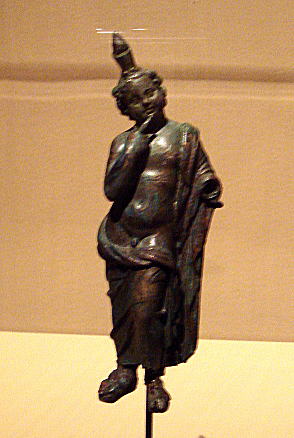
Estàtua d'Harpocrates, Bagram, segle II
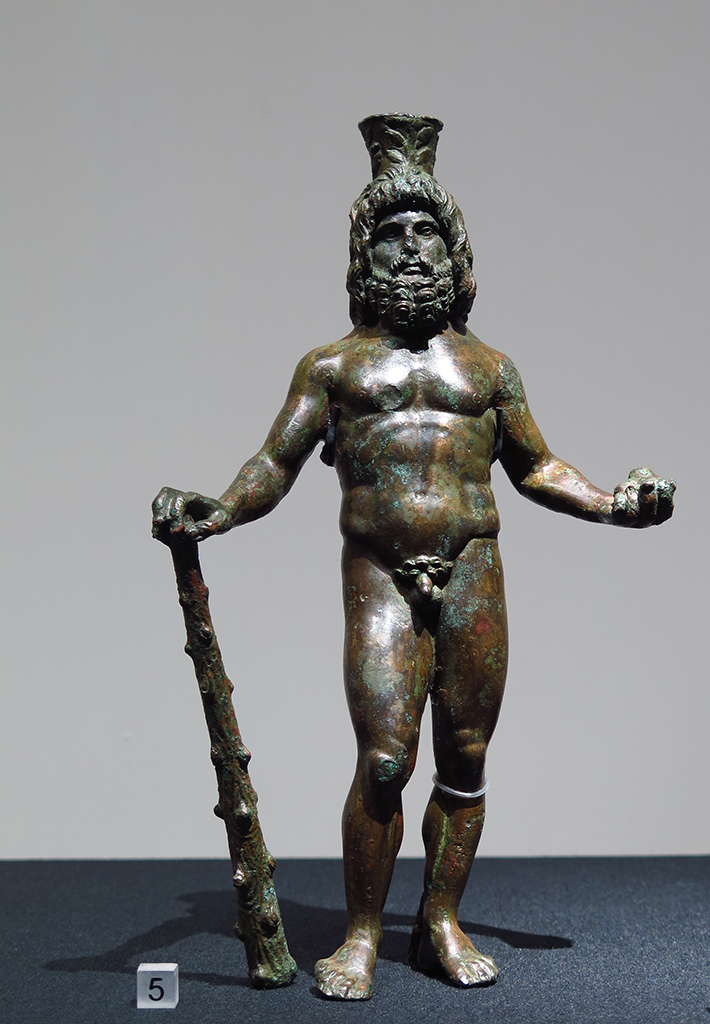
Estatueta de Serapis a Bagram.
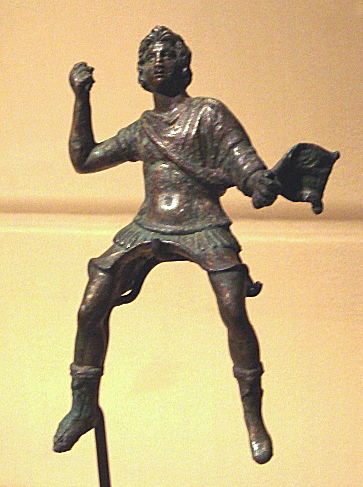
Estatueta del jove Alexandre el Gran.
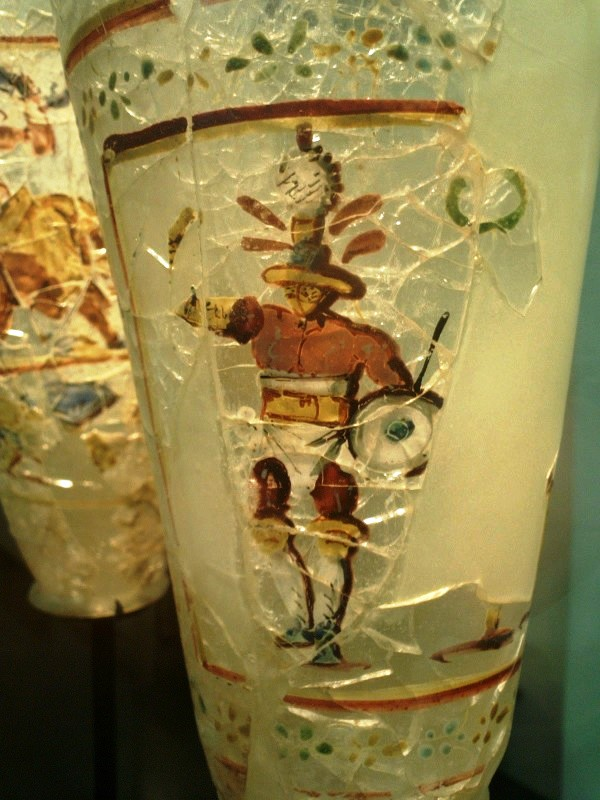
Gladiador grecoromà en un got de vidre, Bagram segle ii.
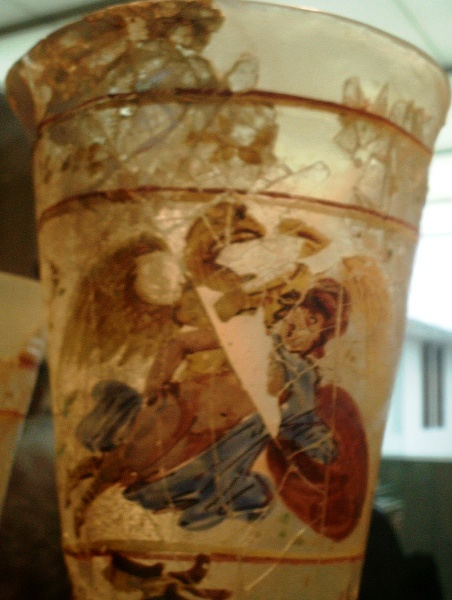
Got de Bagram mostrant la violació de Ganimedes per Zeus.
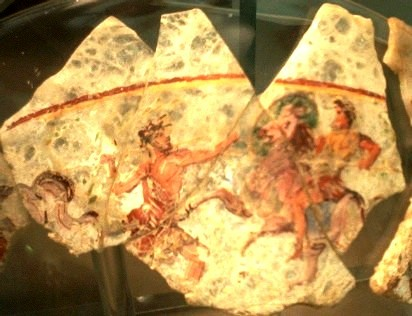
Got de Bagram amb escena de lluita.
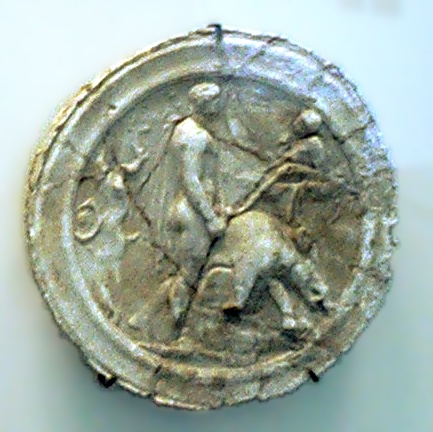
Motllo de guix.
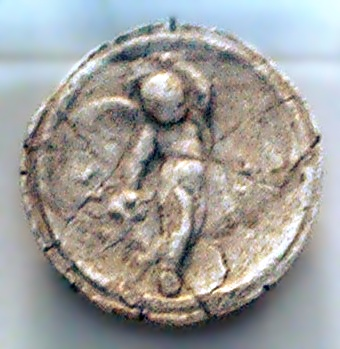
Motllo de guix mostrant a Cupido.
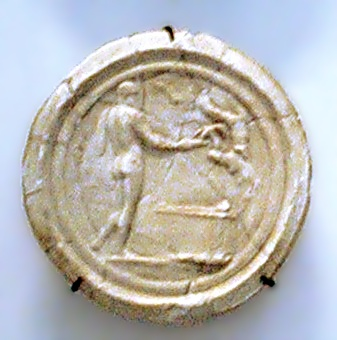
Motllo de guix.
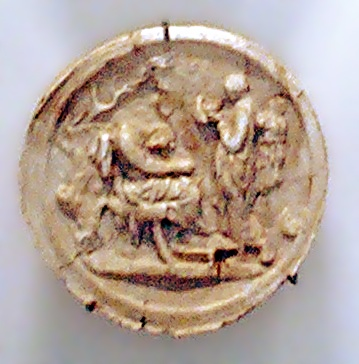
Motllo de guix.
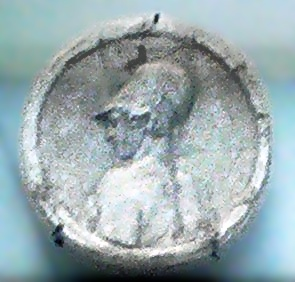
Motllo de guix mostrant un soldat grec.